# 安東尼·喬伊
安東尼·喬伊（西班牙語：Anthony Choy，1961年10月20日—）是秘魯律師、記者和UFO專家。首都廣播電台節目《Viaje a otra dimensión》主持人，秘魯飛碟協會（APU）會長。曾任秘魯空軍異常空中現象辦公室研究員。

## 生平
他先後在秘魯天主教大學獲得社會傳播碩士學位及在秘魯空軍空戰學院獲得航天防禦與發展碩士學位。
2001年秘魯空軍異常空中現象辦公室成立時，擔任其研究員。2008年參加了飛碟共同研究網（MUFON）舉辦的第39屆國際UFO年度研討會。2009年成立專事調查超自然現象的「Project 33」小組。2013年，以見證人身分出席在美國華盛頓特區舉行的公民揭祕聽證會。
2016年，他自述在帕查卡馬克的一個加油站附近目擊一個發出藍光的生物。

## 外部連結
- YouTube上的安東尼·喬伊頻道